# Édouard Mendy
Édouard Osoque Mendy, född 1 mars 1992, är en franskfödd senegalesisk fotbollsmålvakt som spelar för saudiska Al Ahli. Han representerar även Senegals landslag.

## Klubbkarriär
Den 6 augusti 2019 värvades Mendy av Rennes, där han skrev på ett fyraårskontrakt.
Den 24 september 2020 värvades han av Chelsea, där han skrev på ett femårskontrakt.
Den 28 juni 2023 värvades Mendy av saudiska Al Ahli, där han skrev på ett treårskontrakt.

## Landslagskarriär
Mendy debuterade för Senegals landslag den 17 november 2018 i en 1–0-vinst över Ekvatorialguinea.